# 조소 (삼국지)
조소(曹邵, ? ~ ?) 또는 조백남(曹伯南)은 중국 후한 말 사람이다. 조조를 위해 희생하였다. 고아가 된 아들 조진은 조조가 길렀다.

## 사망을 둘러싼 의문
조조가 거병할 때 무리를 모으다가 주군(州郡)으로부터 죽임을 당했다. 더 구체적인 사망 경위가 《위략》과 《위서》에 적혀있는데 서로 상이하다. 《위서》의 기술이 본전과 더 비슷하다.

### 위략
본래 성씨는 진(秦)이며 일찍이 조조와 친했다. 흥평 말 조조가 원술과 함께 도적을 치다가 거꾸로 추격을 당했다. 진씨에게로 도망가니 백남이 문을 열고 숨겨주었다. 도적이 조조의 행방을 묻기에 자신이라 답하고 대신 죽었다. 조조가 그 공을 기려서 조씨로 성을 고쳐주었다.

### 위서
충성심이 두텁고 재주와 지혜가 있어서 조조가 매우 신임하였다. 초평 연간에 조조가 거병하려하자 무리를 모아 따라다녔다. 예주자사 황완이 조조를 죽이려 했지만 조조는 놓치고 조소만 죽였다. 그런데 황완은 189년(중평 6년) 9월(음력)에 예주목에서 사도로 올라 중앙으로 불려갔고, 조조가 동탁을 피해 동쪽으로 간 시기도 이때이다. 그래서 초평은 중평의 오기이고 이때 있던 일이 아닌가 한다.

## 참고 문헌
- 《삼국지》9권 위서 제9 조진